# 谷克二
谷 克二（たに かつじ、1941年3月5日 - ）は、日本の小説家。狩猟冒険小説の第一人者として知られる。

## 経歴
宮崎県延岡市出身。本名は谷 正勝（たに まさかつ）。
1963年、早稲田大学商学部を卒業。ドイツに渡りフォルクスワーゲン社に勤務する。
その後イギリスに渡り、ロンドン大学で歴史経済学を専攻する。
帰国後、創作活動を開始し、1974年の処女作「追うもの」で第1回野性時代新人賞を受賞する。
1978年には『狙撃者』で第5回角川小説賞を受賞する。
『サバンナ』「スペインの短い夏」「越境線」が直木賞候補となる。
現在、テレビ宮崎『MIYAZAKI経済ナビ』の「わが心の宮崎」という、国内のトップ企業の中枢にいる宮崎県出身者に話を聞くシリーズにおいて、聞き手として出演している。

## 著書
- サバンナ （角川書店、1976年）
- 越境線 （角川書店、1977年）
- 狙撃者 （角川書店、1978年）
- 地中海の真珠 （角川書店、1979年）
- 追うもの （角川書店、1979年）
- フォルクスワーゲン18番工場 （文藝春秋、1980年）
- 皇帝の残した影 （主婦と生活社、1980年）
- カリフォルニア・ブルー （角川書店、1981年）
- 蒼き火焔樹 （角川書店、1983年）
- アルテミスの微笑 すばらしきフィールド・ライフ （TBSブリタニカ、1985年）
- 双頭の鷲のごとく （徳間書店、1987年）
- アラスカ羆の谷 （冬樹社、1988年）
- 黄金の報酬 （徳間書店、1988年）
- 暗号名（コードネーム）はトロイの木馬 （徳間書店、1989年）
- 追跡者 （徳間書店、1990年）
- フィナンシャル・ゲーム （日本経済新聞社、1991年）
- 老猿 （徳間書店、1993年）
- マイスターの国―伝統がはぐくむドイツ （河出書房新社、1995年）
- 神の大きな手 （河出書房新社、1999年）